# Chok suk og koma
Chok suk og koma er andet og sidste soloalbum af den danske sanger og sangskriver Henrik Hall. Det blev udgivet den 18. februar 2008 på A:larm Music og er produceret af Mikkel Damgaard. Albummet modtog positive anmeldelser, og B.T., Ekstra Bladet og Gaffa kårede albummet som ét af de bedste danske album i 2008. Førstesinglen "Suzuki", blev valgt til P3s Uundgåelige.
Albummets titel referer ifølge Hall til knivdrab. Om albummet fortalte han, "Efter at have læst om mig selv som Mørkemand med en række misantropiske sange og andet godt ville jeg lave en lysere plade denne gang....... det lykkedes ikke rigtig ! Jeg ved ikke rigtig, hvad der sker; men jeg ser nok verden mere som Martin Scorsese end som Morten Korch for jeg er mere til den ubarmhjertige virkelighed end Ringenes Herre, hvor alt går godt, hvis man finder en tryllering".

## Modtagelse
Steffen Jungersen fra B.T. kaldte albummet et "mesterværk" og skrev, at Henrik Hall "maler et lydlandskab, hvor han ofte [...] rammer lige præcis den dér balance mellem næsten ubærlig skønhed og latent fare, som er så sjælden i musik i dag." Musikmagasinet Gaffa gav albummet 5 ud af 6 stjerner og skrev, "Som på Solo er det ikke for sarte eller vinterdepressive sjæle. Henrik Hall kan være socialrealistisk på den hårde måde for dernæst at falde i et dybt sort hul". Jeppe Krogsgaard Christensen fra Berlingske Tidende gav albummet positiv kritik, men følte, at "melodimaterialet kun sjældent krydser grænsen mellem det fine og det formidable", og konkluderede, at Henrik Hall "stadig har sit bedste album foran sig." Politikens Kim Skotte gav albummet 4 ud af 6 stjerner og skrev, "På sit andet album lyder Hall mindre som Love Shop og mere som stædig repræsentant for 80’er-kulturens lurvede glitter og logisk genvakte no future-filosofi", og beskrev tekstsiden som "mindre bastant og mere subtil". Jesper Borchmann fra Soundvenue gav ligeledes albummet, som han kaldte for "elektronisk formørket rockmusik med uforsonlig kant", 4 ud af 6 stjerner. Ekstra Bladet's Thomas Treo gav albummet 4 ud af 6 stjerner og skrev, "Københavnerens helhjertede iver, og den dybereliggende patos i mandens meritter, hæver Hall over musikalsk ligesindede grupper som Spleen United og Nephew, og trods stilfuld stagnering tager man gerne en nat mere med ludere og lommetyve i det skarpe skær af Halls flakkende neon."

## Trackliste
Alt tekst og musik er skrevet af Henrik Hall.
| #   | Titel               | Længde |
| --- | ------------------- | ------ |
| 1.  | "Shake Shake"       | 3:47   |
| 2.  | "Chok suk og koma"  | 4:06   |
| 3.  | "Suzuki"            | 3:17   |
| 4.  | "Ligesom Iggy Pop"  | 3:15   |
| 5.  | "I Centreville"     | 4:03   |
| 6.  | "Bunny Blue"        | 2:41   |
| 7.  | "Min Terminator"    | 3:33   |
| 8.  | "Kompost"           | 4:37   |
| 9.  | "Den sidste flanør" | 3:50   |
| 10. | "I Min Trommerum"   | 3:09   |
| 11. | "Halleluja"         | 3:56   |

## Medvirkende
- Henrik Hall – tekst, musik, arrangement, vokal, mundharpe, programmering, keyboards, percussion og kor
- Mikkel Damgaard – producer, indspilning, arrangement, synthesizer, klaver, klokkespil, percussion og kor
- Lars Skjærbæk – elektrisk guitar
- Morten Woods – akustisk guitar og kor
- Thomas Risell – bas
- Johan Lei Gellet – trommer
- Frank Ziyanak – kor
- Carsten Heller – mixing
- Jan Eliasson – mastering